# 시흥군·부천군·옹진군 (1963년 선거구)
시흥군·부천군·옹진군은 대한민국의 옛 국회의원 선거구이다. 당시 경기도 시흥군, 부천군, 옹진군 지역을 관할했다.

## 역사
제6대 국회의원 선거를 앞두고 시흥군, 부천군, 옹진군 선거구가 통합되면서 신설되었다. 이때 1963년 1월, 화성군 일왕면이 시흥군에 편입되어 시흥군 의왕면이 됨에 따라 해당 지역도 제6대 국회의원 선거를 앞두고 편입되었다.
제8대 국회의원 선거를 앞두고 시흥군 선거구와 부천군·옹진군 선거구로 각각 분리되면서 폐지되었다.

## 역대 국회의원
| 선거   | 정당 | 정당       | 의원   |
| ------ | ---- | ---------- | ------ |
| 1963년 |      | 민주공화당 | 옥조남 |
| 1967년 |      | 민주공화당 | 오학진 |

## 역대 선거 결과

### 대한민국 제6대 국회의원 선거
|  | 26.57% |

|  | 25.03% |

|  | 16.77% |

|  | 13.65% |

|  | 5.91% |

|  | 3.55% |

|  | 3.25% |

|  | 2.88% |

|  | 2.34% |

### 대한민국 제7대 국회의원 선거
|  | 59.47% |

|  | 32.50% |

|  | 2.65% |

|  | 2.28% |

|  | 1.61% |

|  | 1.45% |